# Alexander Iwanowitsch Orlow (Mathematiker)

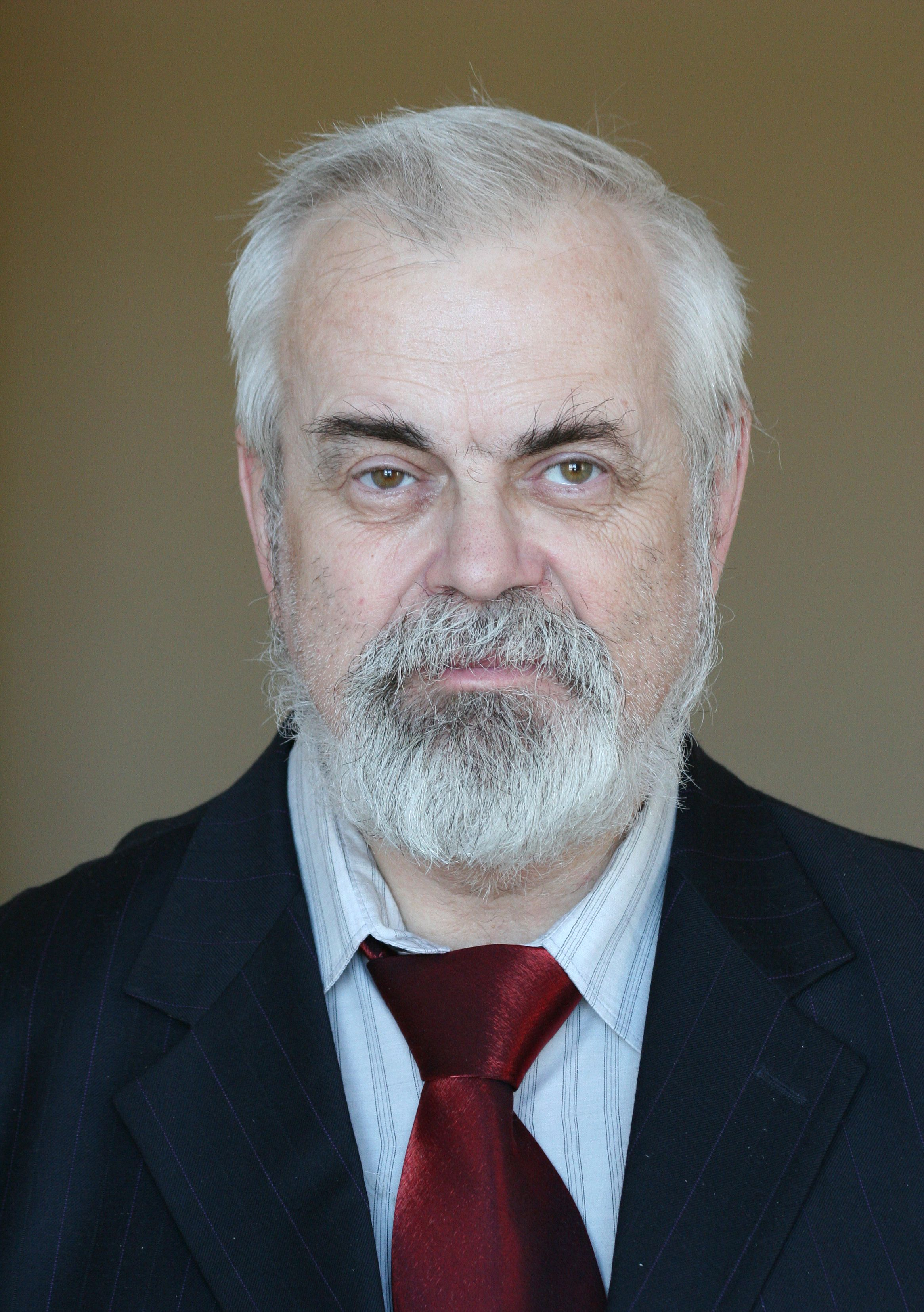
Alexander Iwanowitsch Orlow

Alexander Iwanowitsch Orlow (russisch Александр Иванович Орлов; * 14. Mai 1949 in Moskau) ist ein sowjetisch-russischer Wirtschaftsmathematiker, Kybernetiker und Hochschullehrer.

## Leben
Nach dem Abschluss an der Moskauer Physik-Mathematik-Schule Nr. 2 1966 mit einer Goldmedaille studierte Orlow an der Lomonossow-Universität Moskau (MGU) in der Mechanisch-Mathematischen Fakultät. Zu seinen Lehrern gehörten Boris Gnedenko und Wassili Nalimow. Seine Diplomarbeit zum Abschluss des Studiums 1971 wurde ausgezeichnet.
Ab 1971 arbeitete Orlow im Moskauer Zentralen Institut für Ökonomie und Mathematik der Akademie der Wissenschaften der UdSSR (AN-SSSR, seit 1991 Russische Akademie der Wissenschaften (RAN)). 1976 verteidigte er an der MGU in der Fakultät für Computermathematik und Kybernetik seine Dissertation über Abschätzungen der Geschwindigkeiten der Konvergenz von Statistik-Verteilungen des integralen Typs mit Erfolg für die Promotion zum Kandidaten der physikalisch-mathematischen Wissenschaften.
Ab 1978 arbeitete Orlow im Zentrallaboratorium des Kreml-Krankenhauses. 1981 wechselte er in das Allunionsforschungsinstitut für Standardisierung des Staatlichen Komitees für Standards der UdSSR Gosstandart. Ab 1979 leitete er die Kommission für Statistik nichtnumerischer Objekte des wissenschaftlichen Rats für Kybernetik der AN-SSSR. 1989 gründete er das Allunionszentrum für statistische Methoden und Informatik der Zentralverwaltung der Allunionsgesellschaft für Ökonomie und leitete es bis 1992. Mit anderen gründete er die Allunionsassoziation für Statistik. Auf dem von ihm organisierten Gründungskongress im Oktober 1990 wurde er zum Vizepräsidenten und Leiter der Sektion für statistische Methoden gewählt. Nach dem Zerfall der Sowjetunion wurde aus der Sektion 1992 die Russische Assoziation für statistische Methoden und 1996 die Russische Akademie für statistische Methoden. 1993 war er zum Doktor der technischen Wissenschaften im Fachbereich Anwendungen der Rechnertechnik, mathematische Modellierung und mathematische Methoden in der Forschung promoviert worden.
Neben seiner wissenschaftlichen Tätigkeit lehrt Orlow seit 1993. Seit 1995 ist er Professor am Lehrstuhl für Ökonomie und Produktionsorganisation (Lehrstuhl IBM2) des Forschungs- und Studienkomplexes für Ingenieur-Business und -Management der Staatlichen Technischen Universität Moskau „N. E. Bauman“ (MGTU) und leitet die Sektion für Modellierung von Organisation und Ökonomie, Ökonometrie und Statistik. Er ist Direktor des Instituts für Statistik-Technologie und Ökonometrie und leitet das Forschungslaboratorium für wirtschaftsmathematische Methoden im Controlling. Auch leitet er den Lehrstuhl für Klassifikationstheorie der internationalen Universität für interdisziplinäres Wissen der Moskauer Gesellschaft der Naturforscher. 2010 war er zum Doktor der ökonomischen Wissenschaften im Fachbereich mathematische und instrumentelle Methoden der Ökonomie promoviert worden.
Orlow ist verheiratet und hat einen Sohn.